# Улица Одминю
Улица Одминю (лит. Odminių gatvė) — одна из улиц в Старом городе Вильнюса; пролегает широкой дугой от перекрёстка с проспектом Гедимино (Gedimino prospektas) и прилегающего к ней сквера Одминю, выходящего на Кафедральную площадь и улицу Швянтарагё, до перекрёстка с улицей Тоторю. Традиционно носила название кожемяцкой улицы (кожемяк); в советское время ей было присвоено имя литовского театрального деятеля, режиссёра и драматурга  Борисаса Даугуветиса.

## Характеристика
Улица застроена зданиями преимущественно от одного до четырёх этажей старой застройки, в основном жилыми домами и зданиями смешанного назначения. Длина улицы около 250 м. Улица относится к категории D — категории вспомогательных улиц, предназначенных для доступа транспорта на небольшие территории и подъезда к отдельным зданиям. 
Маршруты общественного транспорта по улице Тоторю не пролегают. Ближайшие остановки автобусов и троллейбусов находятся на Кафедральной площади (автобусы 10, 11, 33, 88) и улице Йогайлос (автобусы 11, 21, 53; троллейбусы 2, 3, 6, 12, 14, 20).
Средняя высота над уровнем моря местности, по которой пролегает улица, достигает 99 м. Это сравнительно низкое место в Вильнюсе, где 97 % улиц расположено выше.
Нумерация домов начинается от проспекта Гедимино с номера 1. По правой западной и северо-западной стороне улицы располагаются здания с нечётными номерами, по левой восточной — здания с чётными номерами, последний — 16. Двум домам присвоены номера с буквенными индексами (1A, 3A). В нижних этажах зданий располагаются рестораны, бары, кафе, рестораны, туристические агентства, правительственные и неправительственные учреждения. К примечательным зданиям относится покрытый штукатуркой кирпичный дом под номером 3, построенный в начале XX века. На втором этаже дома в 1948—1951 годах жил поэт Владас Грибас, инструктор ЦК Комсомола Литвы, секретарь редакции еженедельника Союза писателей Литвы «Литература ир мянас» („Literatūra ir menas“), председатель секции молодых писателей Вильнюса (1949—1950). На этом основании дом был включён в список памятников истории местного значения, в память о Грибасе к фасаду была прикреплена мемориальная таблица, в настоящее время отсутствующая. Дом под номером 10 в качестве объекта регионального значения, охраняемого государством, включён в Регистр культурных ценностей Литовской Республики (код 27034). Здание в стилистике историзма, помимо архитектурных достоинств, значимо также тем, что здесь жили священник, один из основателей и руководителей Литовской христианско-демократической партии, член Учредительного сейма Литвы и трёх последовавших сеймов Миколас Крупавичюс (1885—1970) и писатель, литературный критик, общественный деятель священник Юозас Тумас-Вайжгантас (1869—1933)).